# Graukopftaube
Die Graukopftaube (Leptotila plumbeiceps), auch Bonapartetaube oder früher auch Braunrückentaube (heute für Leptotila battyi verwendet) genannt, ist eine Art der Taubenvögel. Sie kommt in mehreren Unterarten ausschließlich in Mittel- und Südamerika vor. Sie gilt als in ihrem Bestand nicht gefährdet.

## Erscheinungsbild

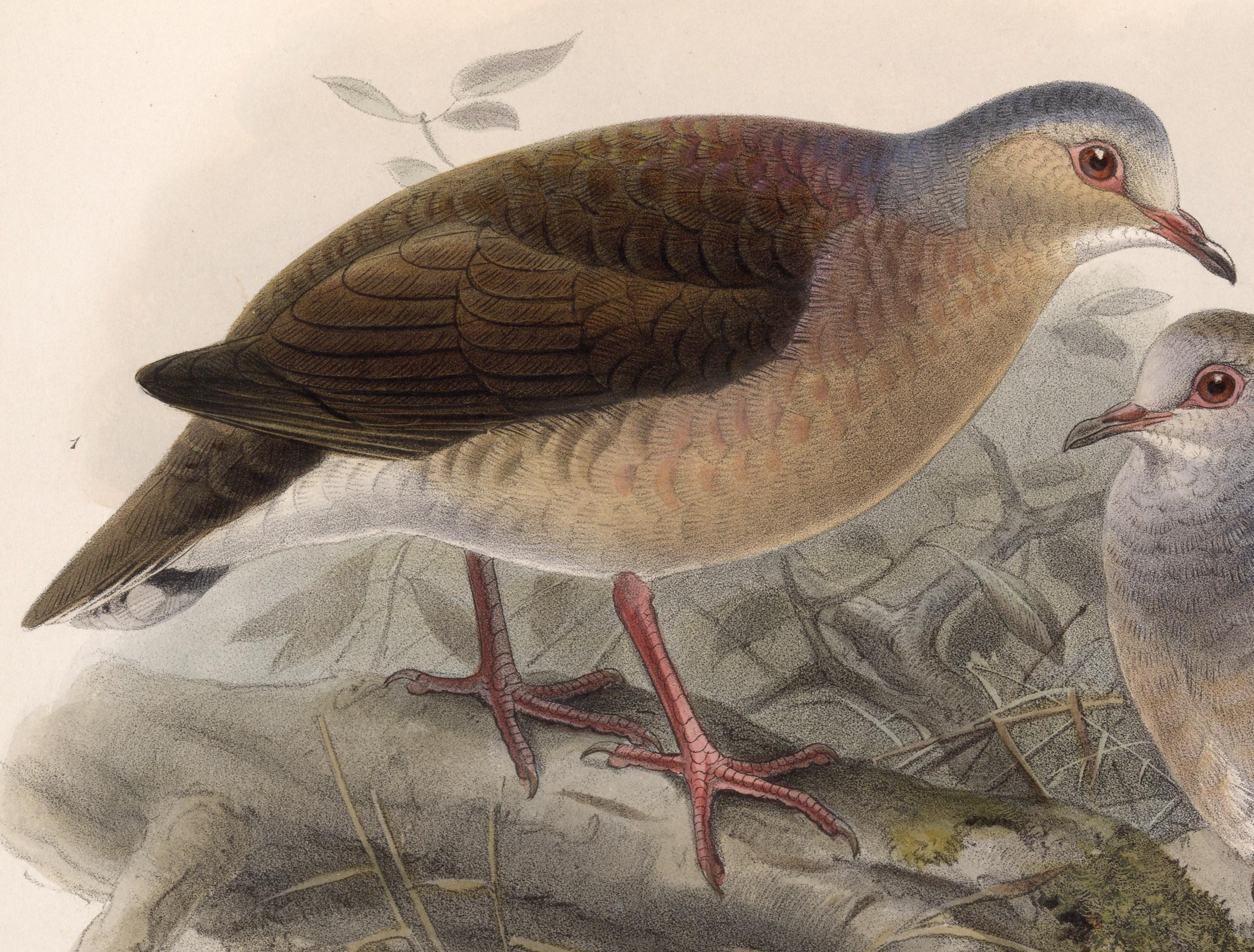
Graukopftaube, Illustration

Die Graukopftaube erreicht eine Körperlänge von 25 Zentimetern. Die Stirn ist hell blaugrau, während der Oberkopf, die Halsseiten sowie der obere Mantel blaugrau sind. Das Gesicht ist gelbbraun und rosa überhaucht. Die Kehle ist weiß. Die Brust ist blassrosa. Der Bauch und die Unterschwanzdecken sind weiß. Der Mantel, der Rücken, die Flügeldecken und die Schwanzfedern sind dunkel olivbraun. Dieses dunkle Gefieder ist rosa überhaucht. Der Schnabel ist dunkelgrau bis schwarz.

## Verbreitungsgebiet und Lebensraum

Verbreitungsgebiet der Graukopftaube (grün)

Das Verbreitungsgebiet der Graukopftaube reicht von Mexiko über Zentralamerika bis nach Kolumbien. Die Höhenverbreitung reicht vom Tiefland bis in Höhen von 1.500 Meter über NN. Sie ist in Teilen ihres Verbreitungsgebietes eine häufige Art. In ihrem Lebensraum ist sie anpassungsfähig. In Zentralamerika bewohnt sie feuchte tropische Regenwälder. In Kolumbien dagegen trifft man sie auch in trockeneren Wäldern sowie in Buschland an. Sie benötigt dichtes Unterholz, toleriert aber durchaus einen selektiven Holzeinschlag.

## Verhalten
Die Graukopftaube ist ein Standvogel. Es ist eine bodenbewohnende Art, die sich normalerweise scheu verhält. Bei Beunruhigung sucht sie eher laufend Schutz im dichten Unterholz als dass sie auffliegt. Sie baumt nur niedrig auf. Sie lebt gewöhnlich einzeln oder in Paaren. Die Fortpflanzungszeit ist variabel, aber bislang noch nicht im gesamten Verbreitungsgebiet untersucht. In Costa Rica brütet sie im Mai, in Kolumbien wurden dagegen fortpflanzungsbereite Graukopftauben bereits im Januar beobachtet. Das Nest wird im Unterholz in einer Höhe von etwa drei Metern errichtet. Einzelzeiten des Fortpflanzungsverhaltens sind bislang nur bei in menschlicher Obhut gehaltenen Tauben beobachtet worden. Die Brutzeit beträgt 14 bis 16 Tage. Die Jungvögel sind nach 14 bis 16 Tage flügge. Die Weibchen sind zwei bis drei Wochen nach dem Flüggewerden der Jungvögel wieder paarungsbereit.

## Haltung in menschlicher Obhut
Die Graukopftaube wurde erstmals durch Jean Théodore Delacour nach Europa importiert. Diesem Ornithologen gelang 1912 und 1913 auch die Erstzucht der Art.

## Belege

### Weblink
- Leptotila plumbeiceps in der Roten Liste gefährdeter Arten der IUCN 2013.2. Eingestellt von: BirdLife International, 2012. Abgerufen am 4. Januar 2014.